# Vector axial

Un bucle de alambre (negro), que transporta una corriente eléctrica I, crea un campo magnético B (azul). Si la posición y la corriente del cable se reflejan a través del plano indicado por la línea discontinua, el campo magnético resultante en la imagen reflejada (tal como aparecería en un espejo) no sería el correcto, y de acuerdo con las leyes de la física debe invertirse su sentido (tal como aparece representado). En consecuencia, la posición y la corriente en cualquier punto del cable son vectores verdaderos, pero el campo magnético B es un pseudovector.

En física y matemáticas, un vector axial o seudovector (también escrito como pseudovector) es una magnitud que se comporta como un vector en muchas situaciones, pero su orientación no cumple alguna de las reglas de las transformaciones euclídeas (como rotaciones, traslaciones o reflexiones), o tampoco lo hace en el caso de que se cambie la orientación del espacio. Por ejemplo, el momento angular es un pseudovector porque a menudo se describe como un vector, pero con solo cambiar la posición de referencia (modificando el vector de posición), el momento angular puede invertir su sentido, lo que no se supone que suceda con los vectores verdaderos (también conocidos como vectores polares).
Un ejemplo de seudovector es la normal a un plano orientado. Teniendo en cuenta que un plano puede definirse mediante dos vectores no paralelos a y b, el vector a × b es normal al plano (pero hay dos posibles normales, una a cada lado del plano, de manera que mediante la regla de la mano derecha se determinará cuál se elige), por lo que es un seudovector. Esto tiene consecuencias en los gráficos por computadora, donde debe tenerse en cuenta esta circunstancia cuando se transforman las normales a las superficies. En tres dimensiones, el rotacional de un campo vectorial polar en un punto y el producto vectorial de dos vectores polares también son seudovectores.
Varias cantidades en física se comportan como seudovectores en lugar de vectores polares, incluidos el campo magnético y la velocidad angular. En matemáticas, en tres dimensiones, los seudovectores son equivalentes a los bivectores, de donde se pueden derivar las reglas de transformación de los seudovectores. De manera más general, en álgebra geométrica de n dimensiones, los seudovectores son los elementos del álgebra con dimensión n − 1, a los que les corresponde la notación ⋀n−1Rn. El prefijo seudo se puede generalizar aún más para describir conceptos como seudoescalar o seudotensor, a los que les corresponde un cambio de signo adicional bajo rotaciones impropias en comparación con un escalar o un tensor verdaderos.

## Ejemplos en física
Los ejemplos de seudovectores en física incluyen el momento de una fuerza, la velocidad angular, el momento angular, el campo magnético, la vorticidad y el momento magnético.

Cada rueda del automóvil de la izquierda que se aleja de un observador posee un momento angular (representado por un seudovector) que apunta hacia la izquierda. Lo mismo ocurre con la imagen especular del automóvil. El hecho de que las flechas apunten en la misma dirección, en lugar de ser imágenes especulares entre sí, indica que la magnitud se representa mediante un seudovector

Considérese el seudovector del momento angular L= Σ(r × p). Conduciendo en un automóvil y mirando hacia adelante, cada una de las ruedas tiene un vector de momento angular que apunta hacia la izquierda. Si se refleja en un espejo que cambia el lado izquierdo y el lado derecho del automóvil, el reflejo de este vector de momento angular (visto como un vector ordinario) apunta hacia la derecha, pero el ángulo real del vector de impulso de la rueda (que todavía gira hacia adelante en el reflejo) sigue apuntando hacia la izquierda, según corresponde al signo adicional del giro en el reflejo de un seudovector.
La distinción entre vectores polares (o vectores verdaderos) y seudovectores adquiere importancia para comprender el efecto de la simetría en el análisis de sistemas físicos. Considérese un bucle de corriente eléctrica en el plano z= 0, que en su interior genera un campo magnético orientado en la dirección z. Este sistema es simétrico (invariante) con respecto a reflexiones especulares a través del plano dado, sin que el sentido del campo magnético se vea afectado por la reflexión. Pero se esperaría que al reflejar a través del plano dado el campo magnético como un vector este quedaría invertido, circunstancia que se corrige al darse cuenta de que el campo magnético es un seudovector, al que un cambio de signo adicional permite mantener con el sentido correcto.
En física, los pseudovectores son generalmente el resultado de tomar el producto vectorial de dos vectores polares o el curl de un campo de vector polar. El producto cruzado y el rizo se definen, por convención, según la regla de la mano derecha, pero podrían haberse definido con la misma facilidad en términos de la regla de la mano izquierda. Todo el cuerpo de física que trata con pseudovectores (diestros) y la regla de la mano derecha podría reemplazarse mediante el uso de pseudovectores (zurdos) y la regla de la mano izquierda sin problemas. Los pseudovectores (izquierdos) así definidos tendrían dirección opuesta a los definidos por la regla de la mano derecha.
Si bien las relaciones vectoriales en física se pueden expresar sin coordenadas, se requiere un sistema de coordenadas para expresar vectores y pseudovectores como cantidades numéricas. Los vectores se representan como tripletes ordenados de números, como por ejemplo {\displaystyle \mathbf {a} =(a_{x},a_{y},a_{z})} y los seudovectores también se representan de esta forma. Al transformar entre sistemas de coordenadas de la mano izquierda y de la derecha, las representaciones de seudovectores no se transforman como vectores, y tratarlas como representaciones vectoriales provocará un cambio de signo incorrecto, por lo que se debe tener cuidado de realizar un seguimiento de qué tripletes ordenados representan vectores, y cuales representan seudovectores. Este problema no existe si el producto cruzado de dos vectores se reemplaza por el producto exterior de los dos vectores, lo que produce un bivector que es un tensor de segundo rango y está representado por una matriz de 3×3. Esta representación mediante un 2-tensor se transforma correctamente entre dos sistemas de coordenadas cualesquiera, independientemente de su lateralidad.

## Detalles
La definición de "vector" en física (incluidos tanto los vectores polares como los seudovectores) es más específica que la definición matemática de "vector" (es decir, cualquier elemento de un espacio vectorial abstracto). Según la definición en física, se requiere que un "vector" tenga componentes que se "transformen" de cierta manera bajo un rotación propia. En particular, si todo en el universo girara, el vector rotaría exactamente de la misma manera (Eel sistema de coordenadas está fijo en esta discusión, o en otras palabras, esta es la perspectiva de las transformaciones activas). Matemáticamente, si todo en el universo sufre una rotación descrita por una matriz de rotación R, de modo que un vector de desplazamiento x se transforma en x′= Rx, entonces cualquier "vector" v debe transformarse de manera similar en v′= Rv. Este importante requisito es lo que distingue a un vector (que podría estar compuesto, por ejemplo, por las componentes x, y y z de la velocidad) de cualquier otro triplete de cantidades físicas (por ejemplo, la longitud, el ancho y la altura de una caja rectangular "no pueden" considerarse los tres componentes de un vector, ya que al girar la caja no se transforman propiamente estas tres componentes).
En el lenguaje de la geometría diferencial, este requisito equivale a definir un vector como un tensor contravariante de rango uno. En este marco más general, los tensores de rango superior también pueden tener arbitrariamente muchos rangos covariantes y contravariantes mixtos al mismo tiempo, indicados por superíndices y subíndices según el convenio de suma de Einstein.
Un ejemplo básico y bastante concreto es el de los vectores fila y columna bajo el habitual operador de la multiplicación de matrices. En un orden producen el producto escalar, que es simplemente un escalar y, como tal, un tensor de rango cero, mientras que en el otro orden producen el producto diádico, que es una matriz que representa un tensor mixto de rango dos, con un índice contravariante y otro covariante. Como tal, la no conmutatividad del álgebra matricial estándar se puede utilizar para realizar un seguimiento de la distinción entre vectores covariantes y contravariantes. De hecho, así es como se llevaba el seguimiento de la disposición de los índices antes de que surgiera la notación tensorial más formal y generalizada, lo que todavía se manifiesta en cómo los vectores base de los espacios tensoriales generales se muestran para su manipulación práctica.
La discusión hasta ahora solo se refiere a rotaciones propias, es decir, rotaciones alrededor de un eje. Sin embargo, también se pueden considerar rotaciones impropias, es decir, un reflejo especular posiblemente seguido de una rotación propia (un ejemplo de rotación impropia es la simetría central en el espacio tridimensional). Supóngase que todo en el universo experimenta una rotación impropia descrita por la matriz de rotación impropia R, de modo que un vector de posición x es transformado en x′= Rx. Si el vector v' es un vector polar, se transformará en v′= Rv; y si es un seudovector, se transformará en v′= −Rv.
Las reglas de transformación para vectores polares y seudovectores se pueden expresar de forma compacta como
{\displaystyle {\begin{aligned}\mathbf {v} '&=R\mathbf {v} &&{\text{(vector polar)}}\\\mathbf {v} '&=(\det R)(R\mathbf {v} )&&{\text{(seudovector)}}\end{aligned}}}
donde los símbolos son los descritos anteriormente y la matriz de rotación R puede ser propia o impropia. El operador "det" indica el determinante de la matriz. Esta fórmula funciona porque el determinante de las matrices de rotación propias e impropias es respectivamente +1 y −1.

### Comportamiento respecto a suma, resta y multiplicación escalar
Supóngase que v1 y v2 son seudovectores conocidos, y v3 se define como su suma, v3= v1 + v2. Si el universo se transforma mediante una matriz de rotación R, entonces v3 se transforma en
{\displaystyle {\begin{aligned}\mathbf {v_{3}} '=\mathbf {v_{1}} '+\mathbf {v_{2}} '&=(\det R)(R\mathbf {v_{1}} )+(\det R)(R\mathbf {v_{2}} )\\&=(\det R)(R(\mathbf {v_{1}} +\mathbf {v_{2}} ))=(\det R)(R\mathbf {v_{3}} ).\end{aligned}}}
Entonces v3 también es un seudovector. De manera similar, se puede demostrar que la diferencia entre dos seudovectores es un seudovector, que la suma o diferencia de dos vectores polares es un vector polar, que al multiplicar un vector polar por cualquier número real se obtiene otro vector polar, y que al multiplicar un seudovector por cualquier número real se genera otro seudovector.
Por otro lado, supóngase que se sabe que v1 es un vector polar, se sabe que v2 es un seudovector y que v3 se define como su suma, v3= v1 + v2. Si el universo se transforma mediante una matriz de rotación impropia R, entonces v3 se transforma en
{\displaystyle \mathbf {v_{3}} '=\mathbf {v_{1}} '+\mathbf {v_{2}} '=(R\mathbf {v_{1}} )+(\det R)(R\mathbf {v_{2}} )=R(\mathbf {v_{1}} +(\det R)\mathbf {v_{2}} ).}
Por lo tanto, v3 no es un vector polar ni un seudovector (aunque sigue siendo un vector, según la definición física). Para una rotación impropia, v'3 en general ni siquiera mantiene la misma magnitud:
{\displaystyle |\mathbf {v_{3}} |=|\mathbf {v_{1}} +\mathbf {v_{2}} |,{\text{pero }}\left|\mathbf {v_{3}} '\right|=\left|\mathbf {v_{1}} '-\mathbf {v_{2}} '\right|}.
Si la magnitud de v3 describiera una cantidad física medible, esto significaría que las leyes de la física no parecerían las mismas si el universo se viera en un espejo. De hecho, esto es exactamente lo que sucede en con la interacción débil: ciertas desintegraciones radiactivas cursan a "izquierda" y a "derecha" de manera diferente, un fenómeno que puede atribuirse a la suma de un vector polar con un seudovector en la teoría subyacente (véase paridad).

### Comportamiento bajo productos cruzados

Bajo inversión, los dos vectores cambian de signo, pero su producto vectorial es invariante [en negro se muestran los dos vectores originales, en gris se representan los dos vectores invertidos, y en rojo aparece el producto vectorial de ambas configuraciones

Para una matriz de rotación R, ya sea propia o impropia, la siguiente ecuación matemática siempre es cierta:
{\displaystyle (R\mathbf {v_{1}} )\times (R\mathbf {v_{2}} )=(\det R)(R(\mathbf {v_{1}} \times \mathbf {v_{2}} ))},
donde v1 y v2 son vectores tridimensionales (esta ecuación se puede demostrar mediante un argumento geométrico o mediante un cálculo algebraico).
Supóngase que v1 y v2 son vectores polares conocidos, y v3 se define como su producto cruzado, v3= v1 × v2. Si el universo se transforma mediante una matriz de rotación R, entonces v3 se transforma en
{\displaystyle \mathbf {v_{3}} '=\mathbf {v_{1}} '\times \mathbf {v_{2}} '=(R\mathbf {v_{1}} )\times (R\mathbf {v_{2}} )=(\det R)(R(\mathbf {v_{1}} \times \mathbf {v_{2}} ))=(\det R)(R\mathbf {v_{3}} ).}
Entonces v3 es un seudovector. De manera similar, se puede demostrar que:
- vector polar × vector polar = pseudovector
- pseudovector × pseudovector = pseudovector
- vector polar × pseudovector = vector polar
- pseudovector × vector polar = vector polar

Estas reglas son isomorfas a la suma de módulo 2, donde "polar" corresponde a 1 y "seudo" corresponde a 0.

### Ejemplos
De la definición, queda claro que un vector de desplazamiento es un vector polar. El vector velocidad es un vector de desplazamiento (un vector polar) dividido por el tiempo (un escalar), por lo que también es un vector polar. Del mismo modo, el vector momento es el vector velocidad (un vector polar) multiplicado por la masa (un escalar), y por lo tanto es un vector polar. El momento angular es el producto cruzado de un desplazamiento (un vector polar) y un momento (un vector polar) y, por lo tanto, es un seudovector. El par es el momento angular (un seudovector) dividido por el tiempo (un escalar), por lo que también es un seudovector. Procediendo de esta manera, es sencillo clasificar cualquiera de los vectores comunes empleados en física como seudovectores o vectores polares. 
También existen vectores que violan la paridad en la teoría de las interacciones débiles, que no son ni vectores polares ni pseudovectores, aunque este tipo de vectores aparecen muy raramente en la física.

## La regla de la mano derecha
Anteriormente, se han analizado los seudovectores utilizando transformaciones activas. Un enfoque alternativo, más parecido a las transformaciones pasivas, es mantener el universo fijo, pero cambiar la "regla de la mano derecha" por la "regla de la mano izquierda" tanto en las expresiones matemáticas como en las leyes de la física, incluso en la definición de producto vectorial y de rotacional. Cualquier vector polar (por ejemplo, un vector de traslación) no cambiaría, pero los seudovectores (por ejemplo, el vector del campo magnético en un punto) cambiarían de signo. Sin embargo, no habría consecuencias físicas, excepto en los fenómenos de violación de paridad, como en ciertos fenómenos de la radiactividad.

## Formalización
Una manera de formalizar seudovectores es la siguiente: si V es un espacio vectorial n-dimensional, entonces un seudovector de V es un elemento de la (n' ' − 1)-ésima potencia exterior de V: ⋀n−1(V). Los seudovectores de V forman un espacio vectorial con la misma dimensión que V.
Esta definición no es equivalente a la que requiere un cambio de signo en las rotaciones impropias, pero es general para todos los espacios vectoriales. En particular, cuando n es par, dicho seudovector no experimenta un cambio de signo, y cuando la característica del cuerpo subyacente de V es 2, un cambio de signo no tiene ningún efecto. De lo contrario, las definiciones son equivalentes, aunque se debe tener en cuenta que sin una estructura adicional (específicamente, ya sea la forma de volumen o la orientación), no existe una identificación natural de ⋀n−1(V) con V.
Otra manera de formalizarlos es considerándolos como elementos de un espacio de representación para {\displaystyle {\text{O}}(n)}. Los vectores se transforman en la representación fundamental de {\displaystyle {\text{O}}(n)} con datos dados por {\displaystyle (\mathbb {R} ^{n},\rho _{\text{fund}},{\text{O}}(n))}, de modo que para cualquier matriz {\displaystyle R} en {\displaystyle {\text{O}}(n)}, se tiene que {\displaystyle \rho _{\text{fund}}(R)=R}. Los seudovectores se transforman en una representación seudofundamental {\displaystyle (\mathbb {R} ^{n},\rho _{\text{pseudo}},{\text{O}}(n))}, con {\displaystyle \rho _{\text{pseudo}}(R)=\det(R)R}. Otra forma de ver este homomorfismo impar para {\displaystyle n} es que en este caso {\displaystyle {\text{O}}(n)\cong {\text{SO}}(n)\times \mathbb {Z} _{2}}. Entonces, {\displaystyle \rho _{\text{pseudo}}} es un producto directo de homomorfismos de grupo; en concreto es el producto directo del homomorfismo fundamental en {\displaystyle {\text{SO}}(n)} con el homomorfismo trivial en {\displaystyle \mathbb {Z} _{2}}.

## Álgebra geométrica
En álgebra geométrica los elementos básicos son vectores, y estos se usan para construir una jerarquía de elementos usando las definiciones de productos en esta álgebra. En particular, el álgebra construye seudovectores a partir de vectores.
La multiplicación básica en álgebra geométrica es el producto geométrico, denotado simplemente yuxtaponiendo dos vectores como en ab. Este producto se expresa como:
{\displaystyle \mathbf {ab} =\mathbf {a\cdot b} +\mathbf {a\wedge b} \ ,}
donde el primer término es el producto escalar de vectores habitual, y el segundo término se llama producto de cuña o producto exterior. Utilizando los postulados del álgebra, se pueden evaluar todas las combinaciones de productos escalar y exterior, y existe una terminología para describir las diversas combinaciones. Por ejemplo, un multivector es una suma de k productos exteriores de varios k-valores. Un producto exterior de multiplicidad k también se denomina k-cuchilla.
En el contexto actual, un "seudovector" es una de estas combinaciones. Este término se adjunta a un multivector diferente dependiendo de las dimensiones del espacio en el que se trabaja (es decir, el máximo número de vectores independientemente lineales en el espacio). En tres dimensiones, el bivector o 2-cuchilla más general se puede expresar como el producto exterior de dos vectores, y es un seudovector. En cuatro dimensiones, sin embargo, los seudovectores son trivectores. En general, es una (n − 1)-cuchilla, donde n es la dimensión del espacio y del álgebra. Un espacio de n dimensiones tiene bases de n vectores y también de n seudovectores. Cada seudovector de una base se forma a partir del producto exterior de todos menos uno de los n vectores de una base. Por ejemplo, en cuatro dimensiones, donde los vectores de una base se denotan por {e1, e2, e3, e4}, los seudovectores se pueden escribir como: {e234, e134, e124, e123}.

### Transformaciones en tres dimensiones
Baylis ha comparado las propiedades de transformación de los seudovectores en tres dimensiones con las del producto vectorial, y comentó al respecto que: "Los términos vector axial y seudovector a menudo se tratan como sinónimos, pero es muy útil poder distinguir un bivector de su dual." Parafraseando a Baylis: Dados dos vectores polares (es decir, vectores verdaderos) a y b en tres dimensiones, el producto cruzado compuesto por a y b es el vector normal a su plano dado por c= a × b Dado un conjunto de vectores de una base ortonormales ordenados a derechas {eℓ }, el producto cruzado se expresa en términos de sus componentes como:
{\displaystyle \mathbf {a} \times \mathbf {b} =\left(a^{2}b^{3}-a^{3}b^{2}\right)\mathbf {e} _{1}+\left(a^{3}b^{1}-a^{1}b^{3}\right)\mathbf {e} _{2}+\left(a^{1}b^{2}-a^{2}b^{1}\right)\mathbf {e} _{3},}
donde los superíndices etiquetan los componentes del vector. Por otro lado, el plano de los dos vectores está representado por el producto exterior, denotado por a ∧ b. En este contexto del álgebra geométrica, este bivector se llama seudovector y es el dual de Hodge del producto vectorial. El dual de e1 se introduce como e23 ≡ e2e3 = e2 ∧ e3, y así sucesivamente. Es decir, el dual de e1 es el subespacio perpendicular a e1, es decir, el subespacio abarcado por e2 y e3. Con esta disposición,
{\displaystyle \mathbf {a} \wedge \mathbf {b} =\left(a^{2}b^{3}-a^{3}b^{2}\right)\mathbf {e} _{23}+\left(a^{3}b^{1}-a^{1}b^{3}\right)\mathbf {e} _{31}+\left(a^{1}b^{2}-a^{2}b^{1}\right)\mathbf {e} _{12}\ .}
Para obtener más información, consúltese la sección Tres dimensions. El producto cruzado y el producto exterior están relacionados por:
{\displaystyle \mathbf {a} \ \wedge \ \mathbf {b} ={\mathit {i}}\ \mathbf {a} \ \times \ \mathbf {b} \ ,}
donde i = e1 ∧ e2 ∧ e3 se denomina seudoscalar unitario. Tiene la propiedad de que:
{\displaystyle {\mathit {i}}^{2}=-1\ .}
Utilizando las relaciones anteriores, se ve que si los vectores a y b se invierten cambiando los signos de sus componentes y dejando fijos los vectores de la base, tanto el seudovector como el producto vectorial son invariantes. Por otro lado, si los componentes son fijos y los vectores de la base eℓ están invertidos, entonces el pseudovector es invariante, pero el producto vectorial cambia de signo. Este comportamiento de los productos cruzados es consistente con su definición como elementos similares a vectores que cambian de signo al transformarse de un sistema de coordenadas orientado a la derecha a uno orientado a la izquierda, a diferencia de lo que sucede con los vectores polares.

### Nota sobre su uso
Además, cabe señalar que no todos los autores en el campo del álgebra geométrica utilizan el término seudovector, y algunos autores siguen la terminología que no distingue entre seudovector y producto vectorial. Sin embargo, debido a que el producto vectorial no se generaliza a otras dimensiones que no sean las tres dimensiones, la noción de pseudovector basada en el producto vectorial tampoco puede extenderse a un espacio de cualquier otro número de dimensiones. El seudovector como (n – 1) cuchilla en un espacio de n dimensiones no está restringido de esta manera.
Otra nota importante es que los seudovectores, a pesar de su nombre, son "vectores" en el sentido de ser elementos de un espacio vectorial. La idea de que "un pseudovector es diferente de un vector" solo es cierta con una definición diferente y más específica del término "vector", tal y como se analizó anteriormente.